# Małgorzata Kidawa-Błońska
Małgorzata Kidawa-Błońska (Varsavia, 5 maggio 1957) è una politica e sociologa polacca.

## Biografia
È stata Maresciallo del Sejm dal 25 giugno 2015 all'11 novembre 2015, mentre nella nona e nella decima legislatura ne ha assunto le funzioni vicarie.
Ha ricoperto vari ruoli ministeriali, come quello di Segretario di Stato nel governo di Donald Tusk (2012-2014) e di Ewa Kopacz (2014-2015) e di portavoce per entrambi i governi nel 2014 e 2015. È stata la candidata di spicco di Piattaforma Civica alle elezioni parlamentari del 2019, vinte da Diritto e Giustizia.